# Tersiloco de Corfú
Tersiloco de Corfú (en griego antiguo: Θερσίλοχος, romanizado: Thersílochos, siglo IV a. C.) fue un antiguo atleta olímpico griego de Córcira, Corfú.
Se convirtió en campeón olímpico a una edad temprana en el deporte del boxeo infantil durante los 102.º Juegos Olímpicos de la antigüedad (372 a. C.).
El viajero y escritor griego Pausanias, que visitó Olimpia en el siglo II, afirma que vio una estatua de Tersiloco en el recinto sagrado de la Altida Olímpica. El autor de su estatua fue probablemente el maestro escultor Policleto de Argos.